# Ewa Swoboda
Ewa Nikola Swoboda, född 26 juli 1997, är en polsk kortdistanslöpare. 
Hon har blivit polsk mästare utomhus nio gånger (100 meter 2016, 2017, 2018, 2019, 2020, 2022, 2023 och 2024 samt 4×100 meter 2020) samt polsk mästare inomhus nio gånger (60 meter 2015, 2017, 2018, 2019, 2021, 2022, 2023, 2024 och 2025).

## Karriär
I mars 2023 vid inomhus-EM i Istanbul tog Swoboda silver på 60 meter efter ett lopp på 7,09 sekunder

## Personliga rekord
| Utomhus - 100 meter – 10,94 (Chorzów, 16 juli 2023) - 200 meter – 23,79 (Linz, 17 juni 2018) | Inomhus - 60 meter – 6,98 (Glasgow, 2 mars 2024) 0NR0 - 200 meter – 24,55 (Spała, 12 januari 2014) |